# 瀨越車站
瀨越站（日语：／ Segoshi eki */?）是位於北海道留萌市沖見町1丁目，隸屬於北海道旅客鐵道（JR北海道）留萌本線，已廢除的鐵路車站。電報略號為コセ。
車站名稱估計源於阿伊努語（像手臂一樣彎曲的地方），但詳細不詳。
最初為了方便泳客而設立的季節性限定臨時車站（仮乗降場），但由於周邊居民的使用量上升而升格為全年營運的臨時車站（臨時駅）。隨著國鐵分割民營化而再升格為一般車站，並最終設定營業距離。長時間營運而沒有設定營業距離的臨時車站，除了本車站外就只有常磐線偕樂園車站。

## 歷史
- 1926年（大正15年）7月1日 - 鐵道省留萌線留萌車站至禮受車站之間設立瀨越臨時車站（仮乗降場）。
- 1930年（昭和6年）10月10日 - 留萌線改稱為留萌本線。
- 1949年（昭和24年）6月1日 - 由日本國有鐵道接管。
- 1969年（昭和44年）10月1日 - 車站升格為臨時站（臨時駅）。
- 1980年後半 - 候車室改建，轉為使用貨物列車改建的候車室。
- 1987年（昭和62年）4月1日 - 由於國鐵分割民營化，車站由JR北海道管理，同時升格為一般車站瀨越站。
- 1990年（平成2年）3月10日 - 設定營業距離。
- 日期不詳 - 候車室由貨物列車改為現在的建築。
- 2016年（平成28年）12月5日 - 由於留萌車站至增毛站路段被廢除，本站正式廢站[1][2]。

## 車站構造
廢站時為1面1線的地面車站，側式月台位於路軌的東方（增毛方向的左方），沒有轉轍器的棒線車站。
由臨時車站時代開始已經是無人車站。月台北方設有候車室。以前曾設置與禮受車站同款，由列車改建而成的車站建築。由於鄰近海邊令列車受到嚴重損害，因此改為使用由混凝土的預製組件建成的候車室。沒有設置廁所。

## 載客量
- 1992年的每天載客量為32人，每天上下車乘客量為64人。
- 2011年至2015年度平均每天載客量少於10人[3]。

## 車站周邊
鄰近留萌市的市中心。車站前為海水浴場（海灘）。由於月台位於比海高的位置，能夠眺望日本海。
- 國道231號（日语：国道231号）（U-LO-LON線）
- 北海道道22號留萌港線
- 留萌市役場
- 留萌警察署幸町交番
- 旭川地方檢察廳留萌分部、留萌區檢察廳
- 地方裁判所、家庭裁判所及簡易裁判所合同廳舍
  - 旭川地方裁判所留萌分部
  - 旭川家庭裁判所留萌分部
  - 留萌簡易裁判所
- 留萌郵局
- 留萌沖見郵局
- 留萌稅務署
- 留萌信用金庫沖見分店
- 留萌市立港南中學
- 留萌市立留萌小學
- 留萌黃金海灘（ゴールデンビーチるもい）
- 瀨越濱
- 沖見海岸 - 位於車站前
- 黃金岬 - 距離車站西方方向約1.0km。觀看日落的名勝。
- 沿岸巴士「留萌稅務署前」車站

## 相鄰車站
北海道旅客鐵道
留萌本線
留萌－瀨越－（（臨）濱中海水浴場）－禮受
濱中海水浴場車站為1989年設立的臨時車站，已於1995年廢除。

## 外部連結
- 瀨越站（JR北海道旭川分社）
- 互聯網檔案館存檔